# Panagiota Daskalopoulos
Panagiota Daskalopoulos és una professora de matemàtiques de la Universitat de Colúmbia que fa recerca en equacions diferencials en derivades parcials i en geometria diferencial. A Colúmbia, també és la Directora d'Estudis d'Universitaris de matemàtiques.
Daskalopoulos va obtenir un grau a la Universitat d'Atenes l'any 1986,
i va completar el doctorat a la Universitat de Chicago al 1992, sota la supervisió de Carlos Kenig. Després d'una posició de professora assitent a l'Institut d'Estudis Avançats de Princeton, es va unir al claustre de la Universitat de Minnesota l'any 1993. Posteriorment, l'any 1995, es va traslladar a la Universitat de Califòrnia, Irvine i va tornar a Colúmbia al 2001. Va ser Guggenheim Fellow al 2004, i converenciant convidada al Congrés Internacional de Matemàtics de 2014. Va ser membre del Comitè Assessor Científic de l'Institut de Recerca de Ciències Matemàtiques de Berkeley, Califòrnia durant els anys 2013–2017.